# Survivor: Game Changers
Survivor: Game Changers — Mamanuca Islands, es la trigésima cuarta temporada del programa de telerrealidad estadounidense de supervivencia Survivor, transmitido por la cadena CBS. Se estrena el 8 de marzo de 2017. La temporada fue filmada en Islas Mamanuca, Fiji, la misma ubicación que Survivor: Millennials vs. Gen X y mismo país que Survivor: Fiji.

## Equipo del programa
- Presentador: Jeff Probst lidera los desafíos grupales, individuales y los consejos tribales.

## Concursantes
El elenco estuvo compuesto por 20 jugadores que regresaron por el impacto que hicieron antes en el juego, divididos en dos tribus: Nuku y Mana que contienen diez miembros cada una.
| Concursante                                                                                      | Tribu Original | Tribu Ampliada      | Tribu Mezclada       | Tribu Fusionada      | Resultado final                                 | Votos |
| ------------------------------------------------------------------------------------------------ | -------------- | ------------------- | -------------------- | -------------------- | ----------------------------------------------- | ----- |
| Sarah Lacina 32, Marion, Iowa Survivor: Cagayan                                                  | Nuku           | Tavua               | Nuku                 | Maku Maku            | Única Sobreviviente                             | 3     |
| Brad Culpepper 47, Tampa, Florida Survivor: Blood vs Water                                       | Nuku           | Mana                | Mana                 | Maku Maku            | Finalista                                       | 2     |
| Troy "Troyzan" Robertson 54, Miami, Florida Survivor: One World                                  | Mana           | Tavua               | Mana                 | Maku Maku            | Finalista                                       | 2     |
| Tai Trang 52, San Francisco, California Survivor: Kaôh Rōng                                      | Nuku           | Mana                | Nuku                 | Maku Maku            | 16.to Eliminado 10.mo Miembro del jurado Día 38 | 12    |
| Aubry Bracco 30, Cambridge, Massachusetts Survivor: Kaôh Rōng                                    | Mana           | Nuku                | Mana                 | Maku Maku            | 15.ta Eliminada 9.no Miembro del jurado Día 37  | 9     |
| Cirie Fields 45, Walterboro, Carolina del Sur Survivor: Panama, Micronesia & Heroes Vs. Villains | Nuku           | Tavua               | Mana                 | Maku Maku            | Eliminada 8.vo Miembro del jurado Día 36        | 0     |
| Michaela Bradshaw 25, Fort Worth, Texas Survivor: Millennials vs. Gen X                          | Mana           | Nuku                | Mana                 | Maku Maku            | 14.ta Eliminada 7.mo Miembro del jurado Día 35  | 11    |
| Andrea Boehlke 27, New York, New York Survivor: Redemption Island & Caramoan                     | Nuku           | Tavua               | Nuku                 | Maku Maku            | 13.ra Eliminada 6.to Miembro del jurado Día 33  | 14    |
| Sierra Dawn Thomas 29, Roy, Utah Survivor: Worlds Apart                                          | Nuku           | Mana                | Mana                 | Maku Maku            | 12.da Eliminada 5.to Miembro del jurado Día 32  | 15    |
| Zeke Smith 28, Brooklyn, New York Survivor: Millennials vs. Gen X                                | Nuku           | Tavua               | Nuku                 | Maku Maku            | 11.er Eliminado 4.to Miembro del jurado Día 29  | 11    |
| Debbie Warner 51, Reading, Pennsylvania Survivor: Kaôh Rōng                                      | Nuku           | Mana                | Nuku                 | Maku Maku            | 10.ma Eliminada 3.er Miembro del jurado Día 26  | 6     |
| Oscar "Ozzy" Lusth 34, Venice, California Survivor: Cook Islands, Micronesia & South Pacific     | Nuku           | Tavua               | Nuku                 | Maku Maku            | 9.no Eliminado 2.do Miembro del jurado Día 24   | 7     |
| Hali Ford 26, San Francisco, California Survivor: Worlds Apart                                   | Mana           | Mana                | Mana                 | Maku Maku            | 8.va Eliminada 1.er Miembro del jurado Día 21   | 8     |
| Jeff Varner 50, High Point, Carolina del Norte Survivor: The Australian Outback & Cambodia       | Mana           | Nuku                | Nuku                 |                      | 7.° Eliminado Día 18                            | 6     |
| Sandra Diaz-Twine 41, Stamford, Connecticut Survivor: Pearls Islands & Heroes Vs. Villains       | Mana           | Nuku                | Nuku                 | 6.ª Eliminada Día 16 | 5                                               |       |
| James "J.T." Thomas, Jr. 31, Mobile, Alabama Survivor: Tocantins & Heroes Vs. Villains           | Nuku           | Nuku                |                      | 5.° Eliminado Día 13 | 3                                               |       |
| Malcolm Freberg 29, Hermosa Beach, California Survivor: Philippines & Caramoan                   | Mana           | Nuku                | 4.° Eliminado Día 11 | 5                    |                                                 |       |
| Caleb Reynolds 28, Hopkinsville, Kentucky Survivor: Kaôh Rōng                                    | Mana           | Mana                | 3.° Eliminado Día 9  | 5                    |                                                 |       |
| Tony Vlachos 42, Jersey City, New Jersey Survivor: Cagayan                                       | Mana           |                     | 2.° Eliminado Día 6  | 7                    |                                                 |       |
| Ciera Eastin 27, Salem, Oregón Survivor: Blood vs Water & Cambodia                               | Mana           | 1.ª Eliminada Día 3 | 9                    |                      |                                                 |       |

## Desarrollo
| Episodio                                 | Fecha de emisión    | Ganadores de los desafíos                | Ganadores de los desafíos | Eliminado(a)    | Final                                           |
| Episodio                                 | Fecha de emisión    | Recompensa                               | Inmunidad                 | Eliminado(a)    | Final                                           |
| ---------------------------------------- | ------------------- | ---------------------------------------- | ------------------------- | --------------- | ----------------------------------------------- |
| "The Stakes Have Been Raised (Part 1)"   | 8 de marzo de 2017  | Nuku                                     | Nuku                      | Ciera           | 1.ª Eliminada Día 3                             |
| "The Stakes Have Been Raised (Part 2)"   | 8 de marzo de 2017  | Nuku                                     | Nuku                      | Tony            | 2.° Eliminado Día 6                             |
| "Survivor Jackpot"                       | 15 de marzo de 2017 | Nuku                                     | Nuku                      | Caleb           | 3.° Eliminado Día 9                             |
| "Survivor Jackpot"                       | 15 de marzo de 2017 | Tavua                                    |                           | Caleb           | 3.° Eliminado Día 9                             |
| "The Tables Have Turned"                 | 22 de marzo de 2017 | Nuku                                     | Tavua                     | Malcolm         | 4.° Eliminado Día 11                            |
| "The Tables Have Turned"                 | 22 de marzo de 2017 | Mana                                     | Tavua                     | Malcolm         | 4.° Eliminado Día 11                            |
| "Dirty Deed"                             | 29 de marzo de 2017 | Tavua                                    | Mana                      | J.T.            | 5.° Eliminado Día 13                            |
| "Dirty Deed"                             | 29 de marzo de 2017 | Nuku                                     | Tavua                     | J.T.            | 5.° Eliminado Día 13                            |
| "Vote Early, Vote Often"                 | 5 de abril de 2017  | Nadie                                    | Mana                      | Sandra          | 6.ª Eliminada Día 16                            |
| "What Happened on Exile, Stays on Exile" | 12 de abril de 2017 | Nuku                                     | Mana                      | Jeff            | 7.° Eliminado Día 18                            |
| "There's a New Sheriff in Town (Part 1)" | 19 de abril de 2017 | Nadie                                    | Andrea                    | Hali            | 8.va Eliminada 1.er Miembro del jurado Día 21   |
| "There's a New Sheriff in Town (Part 2)" | 19 de abril de 2017 | Andrea, Debbie, Ozzy, Tai, Troyzan, Zeke | Tai                       | Ozzy            | 9.no Eliminado 2.do Miembro del jurado Día 24   |
| "A Line Drawn in Concrete"               | 26 de abril de 2017 | Andrea, Aubry, Brad, Debbie, Sierra      | Troyzan                   | Debbie          | 10.ma Eliminada 3.er Miembro del jurado Día 26  |
| "Reinventing How This Game Is Played"    | 3 de mayo de 2017   | Andrea, Aubry, Brad, Sarah, Zeke         | Andrea                    | Zeke            | 11.er Eliminado 4.to Miembro del jurado Día 29  |
| "It Is Not a High Without a Low"         | 10 de mayo de 2017  | Andrea, Aubry, Brad [Cirie, Sarah]       | Brad                      | Sierra          | 12.da Eliminada 5.to Miembro del jurado Día 32  |
| "Parting Is Such Sweet Sorrow"           | 17 de mayo de 2017  | Nadie                                    | Aubry                     | Andrea          | 13.ra Eliminada 6.to Miembro del jurado Día 33  |
| "Parting Is Such Sweet Sorrow"           | 17 de mayo de 2017  | Nadie                                    | Brad                      | Michaela        | 14.ta Eliminada 7.mo Miembro del jurado Día 35  |
| "No Good Deed Goes Unpunished"           | 24 de mayo de 2017  | Brad [Sarah, Troyzan]                    | Brad [Sarah, Troyzan]     | Cirie           | Eliminada 8.vo Miembro del jurado Día 36        |
| "No Good Deed Goes Unpunished"           | 24 de mayo de 2017  | Nadie                                    | Brad                      | Aubry           | 15.ta Eliminada 9.no Miembro del jurado Día 37  |
| "No Good Deed Goes Unpunished"           | 24 de mayo de 2017  | Nadie                                    | Brad                      | Tai             | 16.mo Eliminado 10.mo Miembro del jurado Día 38 |
| "Reunion Show"                           | 24 de mayo de 2017  |                                          |                           | Voto del jurado | Voto del jurado                                 |
| "Reunion Show"                           | 24 de mayo de 2017  | Troyzan                                  | Finalista                 |                 |                                                 |
| "Reunion Show"                           | 24 de mayo de 2017  | Brad                                     | Finalista                 |                 |                                                 |
| "Reunion Show"                           | 24 de mayo de 2017  | Sarah                                    | Única Sobreviviente       |                 |                                                 |

Notas
1. 1 2 3 4  Recompensa combinada con el desafío de inmunidad.
2. ↑  Solo una tribu gana el desafío de inmunidad, mientras que las otras dos van al consejo tribal.

## Votos del «Consejo Tribal»
| Episodio #: | Episodio #: | Episodio #: | Episodio #: | 1        | 2     | 3     | 4       | 5        | 6        | 7     | 8        | 9         | 10     | 11     | 12     | 13     | 13            | 14        | 14      | 14      |       |       |  |  |  |  |  |  |  |  |  |  |  |  |  |  |  |  |  |
| Día #       | Día #       | Día #       | Día #       | 3        | 6     | 9     | 11      | 13       | 16       | 18    | 21       | 24        | 26     | 29     | 32     | 33     | 35            | 36        | 37      | 38      |       |       |  |  |  |  |  |  |  |  |  |  |  |  |  |  |  |  |  |
| Eliminados: | Eliminados: | Eliminados: | Eliminados: | Ciera    | Tony  | Caleb | Malcolm | J.T.     | Sandra   | Jeff  | Hali     | Ozzy      | Debbie | Zeke   | Sierra | Andrea | Michaela      | Cirie     | Aubry   | Tai     |       |       |  |  |  |  |  |  |  |  |  |  |  |  |  |  |  |  |  |
| Votos:      | Votos:      | Votos:      | Votos:      | 9-1      | 7-2   | 5-1   | 5-0     | 3-2      | 5-2      | 6     | 7-4-2    | 7-4-1-1   | 6-5    | 5-3-2  | 6-3    | 6-2    | 4-2-1         | 0-0-0-0-0 | 4-1     | 3-1     |       |       |  |  |  |  |  |  |  |  |  |  |  |  |  |  |  |  |  |
| Concursante | Concursante | Concursante | Concursante | Votos    | Votos | Votos | Votos   | Votos    | Votos    | Votos | Votos    | Votos     | Votos  | Votos  | Votos  | Votos  | Votos         | Votos     | Votos   | Votos   | Votos | Votos |  |  |  |  |  |  |  |  |  |  |  |  |  |  |  |  |  |
|             |             |             | Sarah       |          |       |       |         |          | Sandra   | Jeff  | Michaela | Ozzy      | Debbie | Zeke   | Sierra | Andrea | Michaela (x2) | Tai       | Aubry   | Tai     |       |       |  |  |  |  |  |  |  |  |  |  |  |  |  |  |  |  |  |
|             |             |             | Brad        |          |       | Caleb | Malcolm |          |          |       | Hali     | Ozzy      | Andrea | Tai    | Andrea | Andrea | Michaela      | Aubry     | Aubry   | Tai     |       |       |  |  |  |  |  |  |  |  |  |  |  |  |  |  |  |  |  |
|             |             |             | Troyzan     | Ciera    | Tony  |       |         |          |          |       | Hali     | Ozzy      | Andrea | Tai    | Andrea | Andrea | Michaela      | Tai       | Aubry   | Tai     |       |       |  |  |  |  |  |  |  |  |  |  |  |  |  |  |  |  |  |
|             |             |             | Tai         |          |       | Caleb | Malcolm |          | Sandra   | Jeff  | Hali     | Ozzy      | Andrea | Sierra | Sierra | Andrea | Nadie         | Sarah     | Aubry   | Troyzan |       |       |  |  |  |  |  |  |  |  |  |  |  |  |  |  |  |  |  |
|             |             |             | Aubry       | Ciera    | Tony  |       | Sierra  | Michaela |          |       | Hali     | Zeke      | Debbie | Zeke   | Sierra | Brad   | Tai           | Sarah     | Troyzan |         |       |       |  |  |  |  |  |  |  |  |  |  |  |  |  |  |  |  |  |
|             |             |             | Cirie       |          |       |       |         |          |          |       | Michaela | Sierra    | Debbie | Zeke   | Sierra | Andrea | Aubry         | Sarah     |         |         |       |       |  |  |  |  |  |  |  |  |  |  |  |  |  |  |  |  |  |
|             |             |             | Michaela    | Ciera    | Tony  |       | Sierra  | J.T.     |          |       | Zeke     | Zeke      | Debbie | Zeke   | Sierra | Andrea | Tai           |           |         |         |       |       |  |  |  |  |  |  |  |  |  |  |  |  |  |  |  |  |  |
|             |             |             | Andrea      |          |       |       |         |          | Sandra   | Jeff  | Michaela | Zeke      | Debbie | Zeke   | Sierra | Brad   |               |           |         |         |       |       |  |  |  |  |  |  |  |  |  |  |  |  |  |  |  |  |  |
|             |             |             | Sierra      |          |       | Caleb | Malcolm |          |          |       | Hali     | Ozzy      | Andrea | Tai    | Andrea |        |               |           |         |         |       |       |  |  |  |  |  |  |  |  |  |  |  |  |  |  |  |  |  |
|             |             |             | Zeke        |          |       |       |         |          | Sandra   | Jeff  | Michaela | Aubry     | Debbie | Sierra |        |        |               |           |         |         |       |       |  |  |  |  |  |  |  |  |  |  |  |  |  |  |  |  |  |
|             |             |             | Debbie      |          |       | Caleb | Malcolm |          | Exiliada | Jeff  | Hali     | Ozzy (x2) | Andrea |        |        |        |               |           |         |         |       |       |  |  |  |  |  |  |  |  |  |  |  |  |  |  |  |  |  |
|             |             |             | Ozzy        |          |       |       |         |          | Sandra   | Jeff  | Hali     | Zeke      |        |        |        |        |               |           |         |         |       |       |  |  |  |  |  |  |  |  |  |  |  |  |  |  |  |  |  |
|             |             |             | Hali        | Ciera    | Tony  | Caleb | Malcolm |          |          |       | Zeke     |           |        |        |        |        |               |           |         |         |       |       |  |  |  |  |  |  |  |  |  |  |  |  |  |  |  |  |  |
|             |             | Jeff        | Jeff        | Ciera    | Tony  |       | Sierra  | J.T.     | Tai      | Nadie |          |           |        |        |        |        |               |           |         |         |       |       |  |  |  |  |  |  |  |  |  |  |  |  |  |  |  |  |  |
|             |             | Sandra      | Sandra      | Ciera    | Aubry |       | Sierra  | J.T.     | Tai      |       |          |           |        |        |        |        |               |           |         |         |       |       |  |  |  |  |  |  |  |  |  |  |  |  |  |  |  |  |  |
|             | J.T.        | J.T.        | J.T.        |          |       |       | Sierra  | Michaela |          |       |          |           |        |        |        |        |               |           |         |         |       |       |  |  |  |  |  |  |  |  |  |  |  |  |  |  |  |  |  |
|             | Malcolm     | Malcolm     | Malcolm     | Ciera    | Tony  |       | Sierra  |          |          |       |          |           |        |        |        |        |               |           |         |         |       |       |  |  |  |  |  |  |  |  |  |  |  |  |  |  |  |  |  |
|             | Caleb       | Caleb       | Caleb       | Ciera    | Tony  | Hali  |         |          |          |       |          |           |        |        |        |        |               |           |         |         |       |       |  |  |  |  |  |  |  |  |  |  |  |  |  |  |  |  |  |
| Tony        | Tony        | Tony        | Tony        | Ciera    | Aubry |       |         |          |          |       |          |           |        |        |        |        |               |           |         |         |       |       |  |  |  |  |  |  |  |  |  |  |  |  |  |  |  |  |  |
| Ciera       | Ciera       | Ciera       | Ciera       | Michaela |       |       |         |          |          |       |          |           |        |        |        |        |               |           |         |         |       |       |  |  |  |  |  |  |  |  |  |  |  |  |  |  |  |  |  |

### Jurado
| Votos del jurado | Votos del jurado | Votos del jurado | Votos del jurado |
| Episodio #       | 14               | 14               | 14               |
| ---------------- | ---------------- | ---------------- | ---------------- |
| Día #            | 39               | 39               | 39               |
| Finalistas       | Troyzan          | Brad             | Sarah            |
| Votos            | 7-3-0            | 7-3-0            | 7-3-0            |
|                  |                  |                  |                  |
| Jurado           | Voto             | Voto             | Voto             |
| Tai              |                  |                  | Sarah            |
| Aubry            |                  |                  | Sarah            |
| Cirie            |                  |                  | Sarah            |
| Michaela         |                  |                  | Sarah            |
| Andrea           |                  |                  | Sarah            |
| Sierra           |                  | Brad             |                  |
| Zeke             |                  |                  | Sarah            |
| Debbie           |                  | Brad             |                  |
| Ozzy             |                  | Brad             |                  |
| Hali             |                  |                  | Sarah            |

Notas
1. ↑  En este episodio los dos equipos que perdieran el desafío de inmunidad irían juntos a un mismo consejo tribal, donde todos votarían juntos y una persona sería expulsada.
2. ↑  Tai usó su ídolo de inmunidad oculto en Sierra, por lo tanto, seis votos contra Sierra no fueron contados.
3. ↑  Esta votación se realizó verbalmente, ya que todos estaban seguros de votar a Jeff, Jeff no votó en esta votación verbal.
4. ↑  Debbie usó la ventaja de voto extra, lo que le permitió votar dos veces por Ozzy.
5. ↑  Sarah usó la ventaja del legado (que solo se podía usar en el día 36 o 21), que su función sería como un ídolo de inmunidad oculto, por lo tanto, tres votos contra Sarah no fueron contados; Tai usó dos ídolos de inmunidad ocultos, uno en él y el otro en Aubry, por lo tanto, dos votos contra Tai y un voto en contra de Aubry no fueron contados; Troyzan usó su ídolo de inmunidad oculto, pero no hubo votos contra él, por lo tanto, ningún voto fue anulado; Debido a que Cirie era la única persona que no era inmune, queda automáticamente eliminada con ningún voto en contra.
6. ↑  Sarah usó su ventaja de robar un voto de un participante y suplirlo por un voto adicional de ella, así fue que decidió robar el voto de Tai, impidiéndole votar y haciendo que Sarah votara dos veces por Michaela.
7. ↑  Debido a que los equipos iban a ser impares, un participante tenía que ser exiliado hasta que otro participante fuera expulsado, en este caso fue Debbie, que estuvo exiliada hasta que Sandra fue expulsada, así Debbie entró a la tribu Nuku y las tribus quedaron con el mismo número de miembros.